# Weerterlands
Het Weerterlands, veelal Weertlands genoemd (Limburgs: Wieërterlands) is een groep Limburgse dialecten volgens de indeling van het Woordenboek van de Limburgse Dialecten (WLD). Het is een dialectgroep binnen het Centraal-Limburgs. De betreffende dialecten worden gesproken in de gemeenten Weert en Nederweert, in de dorpen Nederweert, Ospel, Nederweert-Eind, Altweerterheide, Budschop, Laar, Ospeldijk en de stad Weert.
Binnen het Weerterlands zijn er oorspronkelijk vier onderverdelingen van dialecten: 
- Overweertse dialecten:
  - Stad-Weerts: Weert
  - Buitenijen Weerts: Altweerterheide, Laar en enkele woonwijken van Weert
- Nederweertse dialecten:
  - Nederweerts: Nederweert, Nederweert-Eind en Budschop
  - Ospels: Ospel en Ospeldijk

## Kenmerken
Het taalgebied van het  Weerterlands bevindt zich ten westen van de Panninger zijlinie. Hierdoor kent dit dialect  een sch- waar veel andere Limburgse dialecten een sj- hebben. Dit is de isoglosse die de Weerterlandse dialecten onderscheidt van de Hornse dialecten. Ten westen van het gebied ligt de zogeheten Genker barrière (de doe/gij-lijn), die hier de provinciegrens met Noord-Brabant volgt. Ten westen van deze isoglosse behoren de dialecten taalkundig tot het West-Limburgs Het betreft hier Dommelandse dialecten, zoals het Budels. 
In het Stad-Weerts is het persoonlijk voornaamwoord "gij" algemeen in het enkelvoud. Het komt voor in de vorm je bij een paar vaste verbindingen zoals: ajje (als je), en dooje (doe je).  
Opvallend aan het Weerterlands is dat het geen t-deletie heeft, en dat er bijvoorbeeld bij werkwoorden in de derde persoon enkelvoud tj staat.

### Verschillen
Verschillen tussen de vier dialecten van het Weerterlands zijn: 
- Het Weertse woord voor uit in uut, terwijl dit in veel andere Limburgse dialecten, waaronder de Nederweertse en Buitenijse dialecten oet is.
- Het gebruik van de meer Zuid-Limburgse vormen "de" en "dich" is in het Stadweerts beperkt tot de aanspreekvorm voor kinderen en vrouwen, maar in de andere varianten van het Weerterlands is het algemeen.
- Hoewel Swartbroek ten oosten van de Panninger zijlinie ligt en daardoor bij de Hornse dialecten hoort, lijkt het Swartbroeks veel op dat van de Weertse dialecten. Zo is het Swartbroekse woord voor het voorzetsel bij, bi-j en niet bie(-j), zoals in Ell, Stramproy en Tungelroy. Het dialect van Altweerterheide, wel binnen het Weerterlands gerekend, laten overigens ook verschijnselen zien van de Hornse dialecten. Dit kan men bijvoorbeeld zien aan het frequenter gebruik van gèt, het Limburgse woord voor "wat". Echter is het verschil tussen het dialect van Altweerterheide ten opzichte van het Weerts wel kleiner. Het dialect in Laar neigt juist meer richting het Stad-Weerts en Nederweerts. 
- In de Overweertse dialecten bestaat in vergelijking met de Nederweertse dialecten een voorkeur voor gesloten klinkers.
- In het Stad-Weerts komen de ieë-, oeë- en uuë, meer voor. In de Buitenijen en Nederweert zijn worden deze klanken meestal ee-, oo- en eu-. Al dan niet met een accent circonflexe op de tweede letter, vanwege de sleeptoon.
| Nederlands            | Ospels | Nederweerts | Stad-Weerts | Buitenijen Weerts |
| --------------------- | ------ | ----------- | ----------- | ----------------- |
| nagel(s) / spijker(s) | nagel  | nagel       | nieëgel     | nieëgel           |
| waar (bijwoord)       | wao    | wao         | woeë        | woeë              |
| zwart                 | zwart  | zwart       | zwert       | zwert             |
| bezem                 | beêsem | beêsem      | bieësem     | beêsem            |
| boter                 | boter  | boter       | boeëter     | boter             |
| deur                  | deur   | deur        | duuër       | deur              |
| komen                 | kome   | kome        | kaome       | kome              |

## Werkwoordspelling
| Nederlands Persoonlijk Voornaamwoord | Weerterlands Persoonlijk Voornaamwoord                                                       | Uitgang                          |
| ------------------------------------ | -------------------------------------------------------------------------------------------- | -------------------------------- |
| ik                                   | ich                                                                                          | stam                             |
| jij / je                             | gae (mannelijk) dich / de (in het stads-Weerts enkel vrouwelijk) dów (Ospels en Nederweerts) | stam+tj* stam+s of +st stam+st   |
| hij zij het men                      | hae ze / zeuj / zûj (Nederweerts en Ospels) 't me                                            | stam+tj*                         |
| wij                                  | vae / ve / wae                                                                               | stam+e (hele werkwoord)          |
| jullie / u                           | gae jullie (jeugd, niet officieel)                                                           | stam+tj* stam+e (hele werkwoord) |
| zij / ze                             | ze / zeuj / zûj (Nederweerts en Ospels)                                                      | stam+e (hele werkwoord)          |

* = indiende laatste letter stam een s is, wordt de uitgang sjt of sj.
| Nederlands Persoonlijk Voornaamwoord | Weerterlands Persoonlijk Voornaamwoord            | Uitgang zwakke werkwoorden | Uitgang sterke werkwoorden          |
| ------------------------------------ | ------------------------------------------------- | -------------------------- | ----------------------------------- |
| ik                                   | ich                                               | stam+dje**                 | ablaut                              |
| jij / je                             | gae (mannelijk) dich dów (Ospels en Nederweerts)  | stam+dje* stam+djest       | ablaut+tj ablaut+s of +st ablaut+st |
| hij zij het men                      | hae ze / zeuj / zûj (Nederweerts en Ospels) 't me | stam+dje**                 | ablaut                              |
| wij                                  | vae / ve / wae                                    | stam+dje**                 | ablaut+e                            |
| jullie / u                           | gae jullie (jeugd, niet officieel)                | stam+dje**                 | ablaut+tj ablaut+e                  |
| zij / ze                             | ze / zeuj / zûj (Nederweerts en Ospels)           | stam+dje**                 | ablaut+e                            |

**= de letter d kan wegvallen waardoor het bijvoorbeeld schödje is maar ook witdje.

## Klinkers
Het meest bijzondere aan het Weerterlands is het groot aantal verschillende klinkers. Het zijn er waarschijnlijk 28. Samen met nog een paar andere dialecten (Hamonts en een Beiers dialect) staat het aan kop op de wereldranglijst.
Voorbeelden (de eerste klank is normaal, de tweede is een verlengde klank en de derde is een tweeklank met een sjwa (e) erbij):
| wies  | = wijze, melodie of (ik) wijs     |
| wiês  | = wijs (adjectief)                |
| wieës | = wees (substantief en werkwoord) |

| hoes  | = hoes (bijvoorbeeld platenhoes) |
| hoês  | = huis                           |
| hoeës | = (wind)hoos                     |

Het Weerts gebruikt dit systeem soms ook voor meervoud:
- kniên (konijn) - knien (konijnen)
- beîn (been)  - bein (benen)